# 北海道大学低温科学研究所
北海道大学低温科学研究所（ていおんかがくけんきゅうじょ、英: Institute of Low Temperature Science Hokkaido University, ILTS）は、北海道大学の附置研究所で、雪氷の研究から端を発し、寒冷圏で起こる物性、気象現象、生物の生態系を観測・解明・応用することを目的とする研究所である。1941年（昭和16年）に北海道大学の附置研究所として初めて設立された。
2010年度より共同利用・共同研究拠点「低温科学研究拠点」に指定されている。現在は3部門と附属環オホーツク観測研究センターからなる。

## 概要
北海道帝国大学理学部教授であった中谷宇吉郎は、人工雪の製作に世界で初めて成功し、雪の結晶が形成されるための気象条件を特定した。これが基となり、1941年（昭和16年）、北海道帝国大学に初めての附置研究所「低温科学研究所」が設立されることとなる。当時の情勢から軍事研究も目的に含まれ、「航空機への着氷防除」「北海道、千島における霧」（飛行場の滑走路に発生する霧の除去）の研究がそれぞれ行われた。そのため、創設予算の不足分50万円については海軍の予算から廻されたという。軍は実用化を急いだが、中谷は「基礎的研究が解決への唯一の捷径」と基礎研究を重視する立場を崩さなかった。
しかし、戦後中谷は戦争中の軍事研究への関与について批判を受けることとなり、さらに、人工雪結晶の記録映画を再撮影するに当たり、ゼネラル・エレクトリック (GE) 研究所から提供されたフィルムが、GE研究所とアメリカ空軍との間の契約研究費から支出されていたことが問題視されて、低温科学研究所を退職した。
初代所長は小熊捍（理学部長を兼任）。理学部教授牧野佐二郎によると、小熊は「日本には教える場所があっても、研究者が自由に豊かに研究する場所がない」と言い、低温科学研究所だけでなく他の研究所も含め、「研究者が自由に豊かに研究する場所」を政治家に積極的に働きかけていることが窺える。
1979年（昭和54年）、人工雪を作った低温実験室があった場所（"ファカルティハウス・エンレイソウ"の玄関前東側）に、角板型雪結晶をかたどった六角形の石碑が建てられた。
その後、流氷、雪崩、植物凍害、寒冷圏の生物圏・地球環境変動の研究部門が設置され、現在では、水の循環（「水・物質循環」）、雪氷（「雪氷新領域」）、生物環境（「生物環境」）の3部門と附属環オホーツク観測研究センター（地球環境変動を研究）からなる。
超低温保存室は、氷点下50度にすることができ、世界でも2施設しかない。ここでは、南極のドームふじ基地から持ち帰えられた氷床が長期保存されているという。

## 組織

### 研究部門
- 水・物質循環部門
地球上の熱・水・物質の循環と変動に関する研究を行う。
  - 海洋・海氷動態
  - 大気海洋相互作用
  - 大気環境
  - 大気陸面相互作用
  - 水文気象
  - 同位体物質循環

- 雪氷新領域部門
雪や氷の基礎的理解を基に、それらが関わる地球惑星諸現象の研究ならびに新分野の開拓を行う。
  - 氷河・氷床
  - 相転移ダイナミクス
  - 宇宙雪氷学
  - 宇宙物質科学

- 生物環境部門
寒冷圏における生物と環境との相互作用、生物多様性および環境適応機構に関して多角的なアプローチで解明する。
  - 寒冷域植物生理生態
  - 生物適応
  - 微生物生態学
  - 生物多様性
  - 生物分子機構
  - 冬眠代謝生理発達

### 附属環オホーツク観測研究センター
2004年設立。東西には北太平洋とユーラシア大陸を包含し、南北には熱帯・亜熱帯や北極圏からの影響を受けている「環オホーツク地域」に着目し、「気候変動影響評価分野」、「流域圏システム分野」という2つの新しい分野横断型テーマを研究対象としている。

### 共同研究推進部
共同研究推進部は、研究分野全体の活性化を図るコミュニティ・センターとしての機能を充実させるために、「プログラム」、「共同研究」および「技術部」の諸機能を包括的に統合する。「プログラム」は、専任教員のリーダーシップの下に、3研究部門および環オホーツク観測研究センターの全面的な支援により遂行される。
- 共同研究推進プログラム（2015年4月より）
- 南極気候システム
- 北極域氷河氷床変動
- 低温ナノ物質科学
- 低温下光合成応答
- 陸海結合システム
- 国際南極大学 
国内外の教育研究機関との連携による、雪氷寒冷圏科学の国際的教育プログラム。ブレーメン大学（ドイツ）、タスマニア大学（オーストラリア）、スイス連邦工科大学、東京海洋大学、国立極地研究所など。共同利用・共同研究拠点である当研究所の特長を生かし、寒冷圏科学の面白さと重要性を広く伝え、最先端の研究現場に直結した大学院生・若手研究者の教育と人材育成を推進している。

### 技術部
- 装置開発室
- 先端技術支援室
- 共通機器管理室

## 教育
教員の所属として以下が挙げられる。
- 環境科学院
  - 地球圏科学専攻
  - 環境起学専攻[5]
  - 生物圏科学専攻
    - 生態系生物学コース
    - 分子生物学コース
- 理学院
  - 宇宙理学専攻
- 生命科学院
  - 生命システム科学コース